# Pycnophyllum
Pycnophyllum es un género de plantas con flores  perteneciente a la familia de las cariofiláceas y el único miembro de  la tribu Pycnophylleae. Comprende 22 especies descritas y de estas, solo 22 aceptadas.

## Taxonomía
El género fue descrito por Esprit Alexandre Remy y publicado en Annales des Sciences Naturelles; Botanique, sér. 3 6: 355. 1846.

## Especies seleccionadas
- Pycnophyllum aculeatum
- Pycnophyllum argentinum
- Pycnophyllum aristatum
- Pycnophyllum aschersonianum